# Утраченная юность
«Утраченная юность» (кит. 青春祭, англ. Sacrificed Youth, в советском прокате — «Юность — на алтарь») — художественный кинофильм режиссёра Чжан Нуаньсинь, поставленный по мотивам автобиографической повести Чжан Маньлин «Есть такое прекрасное место».

## Сюжет
В годы Культурной революции юная девушка Ли Чунь попадает на «перевоспитание» в деревню народности дай. После скованной маоистской идеологией, жёстко регулируемой жизни в городе она обнаруживает совершенно иной мир, где люди искренны и дружественны, не боятся выражать свои чувства, умеют работать и наслаждаться отдыхом. Ли Чунь оказывается на границе двух культур, ни одной из которых она не может отдать предпочтение. Внутренний выбор усложняется её симпатией к двум молодым людям: «старшему брату», который олицетворяет собой жизненную энергию дайцев, и городскому юноше Жэнь Цзя, который связывает её с покинутой городской культурой.

## Работа над картиной
Отвечая на вопрос, что послужило стимулом к созданию этой работы, режиссёр признавалась: «Когда я прочитала роман, то увидела в нём много общего с тем, что пережила сама. Меня тоже ссылали в деревню, я тоже считала, что старая и менее броская одежда лучше новой. Почему я решила изменить название с „Есть такое прекрасное место“ на „Жертву юности“? Потому я считаю, что наша юность была похоронена там. Я хотела переда это чувство, трагедию своей юности, трагедию нашего поколения».
Съёмки фильма проходили в провинции Юньнань, зоне проживания дайцев. Помимо профессиональных актёров в фильме также были задействованы непрофессиональные актёры — жители местных деревень, среди которых была 102-летняя старушка. По признанию режиссёра, для профессиональных актёров съёмки были более трудными, поскольку им приходилось работать в совершенно непривычных условиях.
После завершения съёмок Чжан Нуаньсинь вернулась на студию, где по настоянию коллег сделала финал картины более драматичным: повзрослевшая героиня возвращается в деревню и узнаёт, что та была полностью стёрта с лица земли мощным селевым потоком.

## Художественный мир
В центре повествование фильма — юная девушка оставляет город и попадает в ранее неизвестный ей, практически первобытный мир дайцев. Ли Чун с удивлением обнаруживает, как высоко ценится дайцами красота и как резко это контрастировало с идеологией маоистского Китая. «Нас всегда учили, — размышляет Ли Чунь, — что чем „некрасивее“ тем „красивее“». Лишь после того, как Ли Чунь снимает с себя серый френч и делает с дверной занавески саронг, наподобие того, что носят местные девушки, дайцы начинают воспринимать девушку как «свою» (девушки принимают её в свой круг, мужчины в деревни начинают обращать на неё внимание).
Ли Чунь на короткое время совмещает в себе две этнические идентификации, но в скором времени она понимает, что она чужая для своего народа и, по настоянию одной из местных девушек, сбегает обратно в город.

## Кинематография
Чжан Нуаньсинь являлась одной из первых режиссёров, которая выступала за обновление кинематографического языка в кинематографе Китая. Ещё в 1979 года она вместе с мужем опубликовала статью «О модернизации киноязыка», где требовала от кинематографистов больше внимания к человеческой судьбе и более смелого поиска новых форм визуализации. Фильм «Утраченная юность» стал попытка реализовать на практике эти теоретические идеи. Чжан Нуаньсинь одной из первых стала снимать фильмы на местности, экспериментировать с цветами и эффектом светотени, одной из первых она уделила внимание роли музыкального сопровождения.

## Релиз
Фильм был издан в Китае на VCD. В советском кинопрокате картина шла под названием «Юность — на алтарь».